# 藤井義弘
藤井 義弘（ふじい よしひろ、1926年1月16日 - 2016年6月1日）は、日本の経営者。日立造船社長、会長を務めた。香川県出身。

## 経歴
1948年に東京大学法学部政治学科を卒業し、同年に三和銀行に入行。1971年11月に取締役に就任し、1974年7月に常務、1977年12月に専務を経て、1982年4月には副頭取に就任し、1985年6月には副会長に就任。1988年6月には日立造船社長に就任し、今日の主力事業である環境事業の祖を築き、経営の再建に尽力した。1995年6月に会長を経て、2001年6月に相談役に就任。日本経営者団体連盟副会長、大阪国際会議場会長も歴任。
2016年6月1日大阪市の病院で死去。90歳没。